# NGC 4265
NGC 4265 (NGC 4263) je spiralna galaktika u zviježđu Gavranu. Naknadno je utvrđeno da je NGC 4263 ista galaktika.

## Vanjske poveznice
- (eng.) SEDS: NGC 4265
- (eng.) Revidirani Novi opći katalog
- (eng.) Izvangalaktička baza podataka NASA-e i IPAC-a
- (eng.) Astronomska baza podataka SIMBAD
- (eng.) VizieR